# سوفی کندی کلارک
سوفی کندی کلارک (انگلیسی: Sophie Kennedy Clark؛ زادهٔ ۱۹۹۰) یک بازیگر اهل بریتانیا است.
از فیلم‌ها یا برنامه‌های تلویزیونی که وی در آن نقش داشته است، می‌توان به نیمفومانیاک، پدیده و افسانه‌های واهی اشاره کرد.